# Зборник радова (Географски факултет)
Зборник радова Географског факултета Универзитета у Београду је часопис који је покренут 1954. године као публикација тадашњег Географског завода Природно-математичког факултета Универзитета у Београду. Данас тај часопис носи назив Зборник радова - Географски факултет Универзитета у Београду и представља једно од издања овог Факултета.

## Историјат
Током прве две године излажења часопис је носио назив Зборник радова Географског завода Природно-математичког факултета Универзитета у Београду. 
Главни уредник је био Боривоје Ж. Милојевић, професор Универзитета. Поред њега у уредништву су били и Петар С. Јовановић, Сима М. Милојевић и Ђорђе Паунковић.
У уводном тексту Боривоје Милојевић је напоменуо да је Географски завод у периоду од 1894. до 1908. имао своју публикацију која је излазила под уредништвом Јована Цвијића и носила назив "Преглед географске литературе о Балканском полуострву". С појавом "Гласника Српског географског друштва" овај часопис је престао да излази, а нови Гласник је преузео и њену улогу, "доносећи, поред оригиналних радова, и приказе и оцене". Сви текстови су садржавали, поред литературе, и сажетке на француском језику. Према каталогу Универзитетске библиотеке "Светозар Марковић" тај први часопис је имао ISSN број 0522-8506.
Две године касније часопис је променио афилијацију и постао Заборник радова Географског института Природно-математичког факултета Универзитета у Београду. Уредништво је такође промењено: поред Б. Милојевића, ту су и Павле Вујевић и Војислав С. Радовановић (у уредништву од друге свеске). Под овим називом његов ISSN број је био 0351-465X.
Од 1994. године поново је променио назив који је остао до данас - Зборник радова - Географски факултет Универзитета у Београду (ISSN број 1450-7552).

## Текућа издања
Зборник радова - Географски факултет у Београду објављује радове из географије и других наука као што су просторно планирање, екологија, демографија, туризмологија, али и радове интердисциплинарног карактера, који заједно доприносе разумевању геопросторних система.
Категоризован као научни часопис, и оријентисан је ка међународној научној сарадњи, што га чини запаженим и у међународним научним круговима.

## Концепција
Часопис објављује: оригиналне научне радове (који износе претходно необјављиване резултате сопствених научних истраживања); прегледне радове (са оригиналним, детаљним и критичким приказом истраживачког проблема или подручја у коме је аутор остварио одређени допринос, видљив на основу аутоцитата); кратка или претходна саопштења (оригиналне научне радове пуног формата, али мањег обима или прелиминарног карактера); научне критике, односно полемике (расправе на одређену научну тему засноване искључиво на научној аргументацији); приказе књига и научних догађаја (стручни чланци).